# Re Umberto (piroscafo)
Il Re Umberto è stato un piroscafo passeggeri italiano impiegato per molti anni nei collegamenti tra Italia e Brasile per il trasporto degli emigranti. Dopo lo scoppio della guerra italo-turca fu requisito dalla Regia Marina e partecipò alle operazioni di occupazione delle isole del Dodecaneso. Nuovamente requisito durante la grande guerra e impiegato nel trasporto delle truppe italiane in Albania, venne affondato da una mina posata dal sommergibile tedesco UC 14 il 4 dicembre 1915.
Il Re Umberto viene spesso confuso con due altre navi dal nome simile:
- Il piroscafo, trasformato in trasporto truppe, Principe Umberto silurato ed affondato l'8 giugno 1916 dal sommergibile austroungarico SM U-5 in un'area di mare vicina a quella dove venne affondato circa sei mesi prima il Re Umberto.
- Il piroscafo, trasformato in incrociatore ausiliario, Umberto I, silurato ed affondato il 14 maggio 1917 dal sommergibile tedesco UC 35.

## Storia
All'inizio degli anni novanta del XIX secolo l'armatore Mazzino di Roma ordinò la costruzione, presso il cantiere Ansaldo di Genova-Sestri Ponente, di tre unità per il trasporto passeggeri, dalla omogenee caratteristiche, che avevano rispettivamente nome Re Umberto, Giulio Cesare e Michele Lazzaroni. Mentre era ancora in costruzione il Re Umberto fu acquistato dall'armatore Repetto di Genova e l'unità fu varata il 13 settembre 1892 alla presenza del Re Umberto I di Savoia. Le altre due navi furono invece acquistate dalla Società Ligure Romana. Appena entrato in servizio il Re Umberto fu subito impiegato per il trasporto degli emigranti italiani verso la parte più meridionale del Brasile, al confine con Argentina e Uruguay. Insieme alle due navi gemelle faceva regolarmente scalo nei porti di Rio de Janeiro e Santos.
Nel 1896 la Società Ligure Romana fu acquistata da Repetto, e l'anno successivo fu ridenominata Società Ligure Brasiliana di cui divenne presidente l'avvocato Gustavo Gavotti. Il nuovo presidente avviò una linea specifica per i porti sul Rio delle Amazzoni, Belém e Manaus a circa 500 km all'interno del fiume, avviando il primo, regolare, servizio di linea, ed a essa, dopo aver ricevuto migliorie agli alloggi passeggeri, fu destinato il Re Umberto. La traversata per il Nord Brasile, da Genova al Parà, durava diciassette giorni, mentre per arrivare a Manaus occorrevano altri otto giorni. I prezzi per il passaggio erano di milleduecento lire in oro in prima classe e di centosessanta lire oro in terza classe. I viaggi verso il Nord Brasile continuarono abbastanza regolarmente fino al 1900, quando, a causa della concorrenza delle compagnie di navigazione estere e della cessazione sovvenzionamenti nazionali, la Re Umberto e le sue gemelle iniziarono a essere impiegate anche nella linea del Sud Brasile, prolungata fino al rio della Plata, per esservi poi definitivamente destinate nel 1903. 
La linea per il Nord Brasile fu definitivamente cancellata nel 1904, quando i collegamenti si spostarono verso il Sud Brasile e il rio della Plata incrementandosi talmente che si dovette ricorrere al noleggio di navi estere. 
La, Il 22 maggio 1905, alle 6:00, due giorni dopo l’arrivo a Rio de Janeiro, un furioso incendio si sviluppò a bordo della Re Umberto  che, oltre a settecentocinquanta emigranti, aveva a bordo benzina e zolfo.  Alla vista dell'incendio i passeggeri si precipitarono sul ponte in preda al panico, cercando di raggiungere i salvagenti e le scialuppe di salvataggio. 
Il comandante della nave, Forcella, conscio del pericolo che tutti correvano, riuscì a persuadere i passeggeri a collaborare per domare le fiamme, cosa che avvenne in circa quarantotto ore. Il carico andò perso, ma tutte le persone che si trovavano a bordo furono sbarcate sane e salve a Rio.
Sul finire del 1908, la maggioranza delle azioni della Ligure Brasiliana fu ceduta alla ditta Parodi, di Genova, e, nei primi mesi del 1909, la ragione sociale mutò in Società di Navigazione La Ligure Brasiliana. Il piroscafo Re Umberto, insieme alle navi gemelle, continuò a navigare sulla linea sudamericana fino al 1911, quando trasferita definitivamente alla Parodi fu adibita a servizio nel Mediterraneo.  Con l’inizio della guerra italo-turca il Re Umberto fu requisito dalla Regia Marina insieme alle sue navi gemelle.  Utilizzato per il trasporto delle truppe destinate all'occupazione delle isole del Dodecaneso, sotto la protezione della nave da battaglia Regina Margherita fu smobilitato nel dicembre del 1912.  Ripreso il servizio commerciale, le tre navi furono nuovamente requisite dalla Regia Marina l'indomani dell'entrata in guerra del Regno d'Italia, avvenuta il 24 maggio 1915. Nel corso del conflitto il Re Umberto prese parte al trasferimento del corpo di spedizione in Albania, e alle successive missioni di rifornimento e poi di evacuazione dell'esercito serbo.
Il 1 dicembre 1915 assunse il comando del Corpo speciale italiano il tenente generale Emilio Bertotti, il quale giunse a Valona il 2 dicembre assumendo subito il controllo delle operazioni, mentre da Taranto, quello stesso giorno, salpava il primo convoglio con truppe e rifornimenti. I piroscafi Re Umberto e Valparaiso, con la scorta di quattro cacciatorpediniere, partirono il 3 dicembre con il secondo scaglione composto da milleottocento uomini e centocinquanta quadrupedi.
Dopo una notte di navigazione, ormai in vista di Valona, alle 9:45 del 4 dicembre 1915, la Re Umberto, appena entrata nel canale tra Saseno e il Kalaburun, fu colpita sulla fiancata sinistra da una mina depositata la notte precedente dal sommergibile tedesco SM UC-14 al comando di Cäsar Bauer. La nave, spezzata in due, affondò in circa 15 minuti, ma le perdite umane furono limitate, perirono 2 ufficiali e 58 uomini di truppa sulle 765 persone a bordo.

## Descrizione tecnica
Il dislocamento era pari a 2.204 tonnellate nette e 2.974 tonnellate lorde. L'apparato propulsore era costituito da una macchia compound a triplice espansione della potenza di 250 n.h.p. che garantiva una velocità massima tra i 10 e i 12 nodi.
Aveva prora dritta, allora poco diffusa tra il naviglio commerciale italiano. Inizialmente aveva velatura ausiliaria da impiegare in caso di guasto all'apparato propulsore, perdita dell'elica o esaurimento della dotazione di carbone.
Gli alloggi passeggeri erano racchiusi dalle tughe di coperta, nel ponte di batteria e nel primo corridoio. Essi erano distinti in alloggi di prima classe, posizionati a centro nave, con salone da pranzo dotato di lunghe tavole con poltrone fisse, girabili su perno, e di divani a parete. Al salone accedevano le cabine, ognuna con quattro posti a cuccette sovrapposte. L'arredamento e l'allestimento erano semplici, in quanto non vi erano acqua corrente, campanelli o impianti elettrici, né riscaldamento. Gli alloggi per la terza classe cameroni comuni, separati per uomini e donne e, in entrambi i casi, attrezzati con un triplice ordine di cuccette. A bordo vi era un solo spaccio per il vino e una infermeria. I pasti degli emigranti, serviti alla maniera del rancio militare, erano consumati sui ponti, o nei dormitori, a seconda delle condizioni del mare.

### Annotazioni
1. ↑  Originariamente avrebbe dovuto chiamarsi Nina ma il nome fu cambiato in onore del sovrano che partecipò al varo della nave in occasione della Celebrazioni Colombiane del 1892.
2. ↑  La maggioranza di loro erano della provincia di Mantova, in particolare dei paesi di Sermide, Ostiglia e Suzzara.
3. ↑  Suo responsabile militare divenne il tenente di vascello Ildebrando Goiran.

### Fonti
1. 1 2 3 4 5 6 7 8 9 10 11 12 13 14 15 16 17 18 19 20 21 22 23 24  Iantdexpeditions.
2. ↑  Associazione Venus.
3. 1 2 3 4  Scubaportal.